# اندیس رحمت آباد
رحمت آباد یک اندیس مصالح ساختمانی است که در حوالی شهر صح استان اصفهان قرار دارد و مادهٔ معدنی موجود در آن، گرانیت است.  